# Thierno Barry Arévalo
Thierno Issiaga Barry Arévalo (Santa Cruz de Tenerife, 12 de enero de 2000) es un futbolista hispano-guineano que juega como centrocampista en el Krasava Ypsonas de la Primera División de Chipre. Es internacional absoluto con la selección de Guinea.

## Trayectoria
El 23 de abril de 2021, siendo jugador del filial, renovó su contrato con el C. D. Tenerife por tres años. Logró debutar con el primer equipo el siguiente 4 de septiembre al sustituir en la segunda parte a Álex Corredera en una victoria por 2-0 frente a la S. D. Ponferradina en Segunda División. Disputó otro encuentro más en la categoría, así como otros dos en la Copa del Rey, antes de ser cedido en septiembre de 2022 a la S. D. Logroñés para que compitiera en la Primera Federación durante la temporada. Jugó nueve partidos antes de regresar a Tenerife a inicios de 2023. Abandonó la entidad canaria de manera definitiva unos meses después y siguió su carrera en Chipre, primero en el Akritas Chlorakas y luego en el Enosis Neon Paralimni. Este último lo cedió en enero de 2025 al P. F. C. Cherno More Varna. La siguiente temporada volvió a Chipre para jugar en el Krasava Ypsonas.

## Clubes
Actualizado al último partido disputado en mayo de 2025.
| Club                                | País     | Año       | Partidos | Goles |
| ----------------------------------- | -------- | --------- | -------- | ----- |
| C. D. Tenerife "C"                  | España   | 2018-2019 | -        | -     |
| C. D. Tenerife "B"                  | España   | 2019-2022 | 60       | 7     |
| C. D. Tenerife                      | España   | 2021-2022 | 4        | 0     |
| S. D. Logroñés (cedido)             | España   | 2022-2023 | 9        | 0     |
| C. D. Tenerife "B"                  | España   | 2023      | 13       | 2     |
| Akritas Chlorakas                   | Chipre   | 2023-2024 | 22       | 10    |
| Enosis Neon Paralimni               | Chipre   | 2024-2025 | 14       | 1     |
| P. F. C. Cherno More Varna (cedido) | Bulgaria | 2025      | 18       | 0     |
| Krasava Ypsonas                     | Chipre   | 2025-     |          |       |

## Vida privada
Su padre es de Guinea y su madre es española de Canarias.